# 나루토의 미수 목록
다음은 《나루토》의 미수 목록이다.

### 미수
방대한 양의 차크라를 지닌 1~9개의 꼬리 달린 괴짐승들을 아울러 미수라고 부른다. 미수의 기원은 십미라고 전해지고 있다. 꼬리의 개수가 많다고 더 강한 미수가 되는 건 아니다. 미수옥을 막아낼 때 아랫쪽을 공략하여 미수옥을 튕겨낸 것을 보면 꼬리개수에 따라 미수들의 파워는 상상 이상으로 엄청나다. 모든 미수들은 말을 할 수 있다.

### 인주력
미수가 몸에 봉인되어 있고 그 미수의 차크라를 사용 가능한 닌자를 인주력이라고 한다. 외부적인 요인으로 강제로 미수가 빠져 나가면 인주력은 죽는다. 여성 인주력의 경우 출산시 봉인이 약해진다. 단 우즈마키 일족은 특성상 미수가 빠져나간다고 바로 죽지 않고 잠시 동안은 목숨을 부지할 수 있다.

### 단계별 미수 차크라 활용
1단계
차크라가 흘러나와 몸을 감싼다. 지라이야가 구미의 탈이라고 부르는 증세와 같은 모습이다. 붉은색의 반투명한 차크라가 인주력을 감싸며 미수의 외관을 갖춘다.
2단계
차크라가 불투명해지면서 인주력의 모습이 완전히 가려진다. 나루토가 구미를 제어하지 못할 당시 4번째 꼬리부터 갖춘 외형상의 모습과 동일. 이때 뼈 같은 것이 자라나 갑주같은 역할을 수행한다.
최종 단계: 미수화
가아라, 우타카타, 킬러비, 유기토, 야구라,나루토가 미수화를 할 수 있다. 가아라의 경우 통제를 하지 못하였고, 유기토가 미수화 할 수 있었다는 정보는 페인 육도의 나뭇잎 침공 이후 초토화된 나뭇잎 마을을 재건할 때 나뭇잎의 과거편 스토리가 방송 되었는데 이 중 사스케, 나루토, 사쿠라가 네코마타라는 닌자 고양이의 발도장을 찍어오는 임무를 수행할 때 밝혀졌다. 고양이 발도장 찍기는 당시 이타치가 사스케에게 준 놀이였는데, 고양이들의 발도장을 모으는 것이었다. 그중 2미도 포함되어 있었는데(2미는 고양이), 구름마을의 유기토의 허락을 받아 완수했다고 하는 대사가 잠깐 나온다. 이를 토대로 유기토가 미수화를 할 수 있었다고 볼 수 있다. 우타카타는 제자인 호타루의 몸에 감춰진 금지된 주문의 폭주를 막을 때 잠깐 미수화했었다. 그 외의 다른 인주력들이 미수화까지 해냈는지는 아직 밝혀지지 않았다.

### 인주력
1미부터 7미까지의 인주력은 이미 아카츠키에게 당해 미수를 빼앗겼으므로 전(前) 인주력이 된다.

## 미수 목록

### 십미(十尾): 쥬미
모티브: 다이다라봇치
모든 미수들의 근원이자 최초의 미수이고, 모든 미수들 중 가장 강하다. 그릇은 외도마상. 단계는 1단계, 2단계, 3단계 완전체(신목)가 있다. 오오츠츠키 하고로모와 오오츠츠키 하무라에 의해 봉인되고, 나중에 차크라를 아홉으로 나누어서 미수들이 만들어진다. 육도선인의 힘을 얻기 위해서는 십미의 인주력이 되어야 한다.

### 일미(一尾): 수학
모티브: 너구리
전 보유국: 바람의 나라(모래마을)
전 인주력: 모래마을 닌자 가아라(我愛羅)
모래를 이용해 싸우고 봉인한다.
미수가 아카츠키에게 강탈당하고 가아라는 치요의 전생인술로 다시 살아난다. 봉인술을 잘하는 미수이다.

### 이미(二尾)마타타비
모티브: 고양이
전 보유국: 번개의 나라(구름마을)
전 인주력: 구름마을 여닌자 니이 유기토(二位 ユギト)
2미의 인주력으로 구름마을의 여닌자. 
2살때 2미의 인주력이 되어 나루토처럼 마을사람들의 회피대상이 되었으나 수행을거듭하며 사람들에게 인정을 받는다. 히단&카쿠즈 에게 잡혀 미수를 뺏겼다. 4차 닌계대전이 일어나며 야쿠시 카부토의 예토전생으로 다른 전 인주력들과 함께 부활한다.

### 삼미(三尾)이소부
모티브: 사람+새우+거북이
전 보유국: 물의 나라(안개마을)
전 인주력: 안개마을 닌자 야구라(やぐら)
기무란 '물가를 어루만지다'라는 뜻을 가지고 있다. 야구라는 자부자에 의해 암살당했다.
인주력을 잃고 호수에 머물다가 데이다라와 토비에게 잡혀 포획된다. 4차 닌계대전이 일어나며 야쿠시 카부토의 예토전생으로 다른 전 인주력들과 함께 부활한다.

### 사미(四尾)손고쿠
모티브: 손오공
전 보유국: 흙의 나라(바위마을)
전 인주력: 바위마을 닌자 로우시(老紫)
땅과 불의 속성변화를 융합한 용둔을 쓰는 닌자.
인주력이 된 이후 마을을 떠나 홀로 수련끝에 미수를 상당부분 제어 할 수 있게 되었으며, 바위마을의 땅 속성변화와 미수의 불 속성변화를 융합한 술법인 용둔(熔遁)을 사용했다고 한다. 키사메와의 고전 끝에 패배해 잡혀 미수를 빼앗긴다. 4차 닌계대전이 일어나며 야쿠시 카부토의 예토전생으로 다른 전 인주력들과 함께 부활, 토비에 의해 새로운 육도페인이 된다.

### 오미(五尾)코쿠오
모티브: 말+돌고래
전 보유국: 흙의 나라(바위마을)
전 인주력: 바위마을 닌자 한(ハン)
수둔과 화둔을 조합해 증기를 이용한 비둔을 사용하는 닌자.
입고 있는 갑옷은 증기갑옷으로 뒤에 냉각로가 있다. 갑옷처럼 화둔과 수둔을 조합한 증기를 사용하는 술법인 비둔(沸遁)을 사용한다. 이타치와 키사메에게 잡혀 미수를 빼앗긴다. 4차 닌계대전이 일어나며 야쿠시 카부토의 예토전생으로 다른 전인주력들과 함께 부활, 토비에 의해 새로운 육도페인이 된다.

### 육미(六尾)시이켄
모티브: 민달팽이
전 보유국: ?
전 인주력: 우타카타
비눗방울을 다양한 술법으로 바꾸는 닌자.
자신의 몸속에 있는 6미의 미수컨트롤을 도와주려는 스승을 오해해 죽인 후 탈주닌자가 된다. 육도폐인에게 패배해 체포되어 육미를 빼앗긴다. 4차 닌계대전이 일어나며 야쿠시 카부토의 예토전생으로 다른 전 인주력들과 함께 부활, 토비 에 의해 새로운 육도페인이 된다.

### 칠미(七尾)쵸메이
모티브: 풍뎅이
전 보유국: ? (폭포마을)
전 인주력: 폭포마을 여닌자 후우(フウ)
인주력 중 가장 정보가 없는 인주력.
칠미는 꼬리 중 6개엔 날개가 붙어있으며 나머지 하나는 촉수이다. 히단과 카쿠즈에게 잡혀 미수를 빼앗긴다. 4차 닌계대전이 일어나며 야쿠시 카부토의 예토전생으로 다른 전 인주력들과 함께 부활, 토비에 의해 새로운 육도페인이 된다.

### 팔미(八尾)규키
모티브: 황소+문어
보유국: 번개의 나라(구름마을)
전 인주력: 후카이
현 인주력: 구름마을 닌자 킬러 비
라이카게의 의동생이자 몸 안의 팔미와 공명하여 미수의 차크라를 자유자재로 끌어내어 사용할 수 있는 가장 이상적인 인주력.

### 구미(九尾)쿠라마
모티브: 구미호
보유국: 불의 나라(나뭇잎 마을)
전 인주력: 1대 - 소용돌이 마을 닌자 우즈마키 미토 / 2대 - 나뭇잎 마을 닌자 우즈마키 쿠시나
현 인주력: 양의 차크라 - 나뭇잎마을 닌자 우즈마키 나루토, 양의 차크라 - 페어리테일 하루토 레이 / 음의 차크라 - 나뭇잎 마을 닌자 나미카제 미나토
나뭇잎 마을의 고아이자, 아홉 마리의 미수들 중 최강인 구미가 봉인된 인주력. 때문에 마을 사람들은 나루토를 괴물 아이로 취급하여 따돌렸다.